# Néo-banque
Une néo-banque, signifie stricto sensu « nouvelle banque », est un établissement de paiement dont les services sont accessibles principalement en ligne. 

## Caractéristiques
Les néo-banques sont généralement exclusivement accessibles depuis une application depuis un smartphone,. Elle se caractérise par son absence d'agences bancaires, comme la banque en ligne, mais s'en distingue par son absence de licence bancaire. 
Leur nombre augmente avec la popularisation de l'usage du smartphone, notamment dans les pays émergents. 

## Histoire
Dans les années 2010, en Europe, le Royaume-Uni est le pionnier des néo-banques, avec Atom Bank, Monzo (en) ou encore Revolut. Le finlandais Ferratum est spécialisé dans les micro-crédits outre la banque mobile. Ces acteurs ont la particularité de ne pas s'adosser sur des établissements bancaires existants. En France, il existe le cas particulier du Compte Nickel qui s'appuie sur le réseau de buralistes et Qonto destiné aux clients professionnels. 
De grandes banques se sont intéressés à ce néo-marché avec, par exemple, la Société générale qui le 30 juin 2020 annonçait racheter pour environ 100 millions d'euros, Shine orienté vers les micro-entreprises et La Banque Postale qui a ouvert en 2019 sa néobanque Ma French Bank, qui s'est hissée au quatrième rang en 2022 devant N26 et Nickel.
En France, une trentaine de néobanques sont recensées en 2019. En 2022, selon Statista, parmi les néobanques les plus utilisées en France figuraient l'application mobile française Bankin, l'appli allemande Stocard et l'appli britannique Revolut.
Elles sont majoritairement détenues par des banques traditionnelles.[source insuffisante]

## Exemples
Ainsi C-zam en tant que marque de Carrefour banque est une néobanque disposant du réseau des magasins éponymes tout comme Orange Bank et Eko du Crédit agricole[pertinence contestée]. 

## Controverse

### Usage inapproprié du terme«banque»
En France, certains acteurs économiques exercant comme établissements de paiement, se sont prétendus et/ou ont été considérés comme des « néo-banques » alors que le terme de « banque » est réservé aux établissements de crédit agréés par l'Autorité de contrôle prudentiel et de résolution (ACPR) et disposant à ce titre d'une licence bancaire, comme l'a rappelé en avril 2021 cette agence. La législation française ne leur permet pas d'utiliser les termes « banque » ou « bank » à leurs noms, de proposer du crédit ou de collecter directement les dépôts de leurs clients (les fonds sont alors stockés dans un compte dit de « cantonnement » au sein d’une banque régulée). Ces acteurs ne permettent pas non plus à leurs clients d'encaisser des chèques ni ne proposent de solutions d'épargne et d'investissement,.

### Vidéographie
- « Reportage : Les néo-banques, avantages et limites. ABE-RTS (positionner le curseur sur 09:21) », 3 février 2021 (consulté le 15 avril 2021)